# Tommaso Caudera
Tommaso Caudera, all'anagrafe Tomaso Schina Caudera (Torino, 27 luglio 1907 – Torino, 26 settembre 1968), è stato un calciatore italiano, di ruolo centrocampista.

## Carriera
Caudera giocò la sua prima partita con la Juventus il 27 giugno 1926, persa 0-2 contro la Reggiana. In bianconero totalizzò 9 presenze, segnando 3 reti.
Nella stagione 1932-1933 giocò per il Casale, con il quale fece registrare 4 presenze e una rete.
La stagione seguente tornò alla Juventus, ma non scese mai in campo.
La stagione 1934-1935 vide il suo passaggio al Biellese, società nella quale avrebbe militato fino alla stagione 1938-1939, segnando, in campionato, 33 reti in 122 presenze.
Caudera concluse la sua carriera all'Asti nella stagione 1939-1940.
In carriera ha totalizzato complessivamente 6 presenze e 2 reti nella Serie A a girone unico.
Dopo il ritiro fu dirigente accompagnatore delle squadre minori della Juventus.
Morì il 26 settembre 1968 all'età di 61 anni per le conseguenze di un incidente stradale avvenuto quindici giorni prima.

## Statistiche

### Presenze e reti nei club
| Stagione        | Club            | Campionato      | Campionato | Campionato | Coppe nazionali | Coppe nazionali | Coppe nazionali | Totale | Totale |
| Stagione        | Club            | Comp            | Pres       | Reti       | Comp            | Pres            | Reti            | Pres   | Reti   |
| --------------- | --------------- | --------------- | ---------- | ---------- | --------------- | --------------- | --------------- | ------ | ------ |
| 1925-1926       | Juventus        | A               | 1          | 0          | -               | -               | -               | 1      | 0      |
| 1926-1927       | Juventus        | A               | 3          | 1          | CI              | 1               | 1               | 4      | 2      |
| 1927-1928       | Juventus        | A               | 2          | 0          | -               | -               | -               | 2      | 0      |
| 1928-1929       | Juventus        | A               | 0          | 0          | -               | -               | -               | 0      | 0      |
| 1929-1930       | Juventus        | A               | 2          | 1          | -               | -               | -               | 2      | 1      |
| 1930-1931       | Juventus        | A               | 0          | 0          | -               | -               | -               | 0      | 0      |
| 1931-1932       | Juventus        | A               | 0          | 0          | -               | -               | -               | 0      | 0      |
| 1932-1933       | Casale          | A               | 4          | 1          | -               | -               | -               | 4      | 1      |
| 1933-1934       | Juventus        | A               | 0          | 0          | -               | -               | -               | 0      | 0      |
| Totale Juventus | Totale Juventus | Totale Juventus | 8          | 2          |                 | 1               | 1               | 9      | 3      |
| 1934-1935       | Biellese        | C               | 13         | 2          | -               | -               | -               | 13     | 2      |
| 1935-1936       | Biellese        | C               | 27         | 12         | CI              | 1               | 0               | 28     | 12     |
| 1936-1937       | Biellese        | C               | 30         | 7          | CI              | ?               | ?               | 30+    | 7+     |
| 1937-1938       | Biellese        | C               | 30         | 7          | CI              | ?               | ?               | 30+    | 7+     |
| 1938-1939       | Biellese        | C               | 22         | 5          | CI              | ?               | ?               | 22+    | 5+     |
| Totale Biellese | Totale Biellese | Totale Biellese | 122        | 33         |                 | 1+              | 0+              | 123+   | 33+    |
| 1939-1940       | Asti            | C               | ?          | ?          | CI              | ?               | ?               | ?      | ?      |
| Totale carriera | Totale carriera | Totale carriera | 134+       | 36+        |                 | 2+              | 1+              | 136+   | 37+    |

## Palmarès
- Campionato italiano: 3

Juventus: 1925-1926, 1930-1931, 1931-1932